# Erechthias antimicras
Erechthias antimicras är en fjärilsart som beskrevs av Edward Meyrick 1907. Erechthias antimicras ingår i släktet Erechthias och familjen äkta malar.
Artens utbredningsområde är Sri Lanka. Inga underarter finns listade i Catalogue of Life.